# حلقه کوهن-مکالی
در ریاضیات، یک حلقه کوهن-مکالی (به انگلیسی: Cohen-Macaulay Ring)، حلقه ای جابجاییست که برخی از خواص جبری-هندسی واریته های هموار همچون هم-بعدی را دارا می باشد. تحت مفروضاتی ملایم، یک حلقه موضعی دقیقاً زمانی کوهن-مکالی است که مدول آزاد متناهیاً تولید شده ای بر روی زیرحلقه موضعی منظم باشد. حلقه های کوهن-مکالی نقشی مرکزی در جبر جابجایی بازی می کند: آن ها تشکیل دسته بسیار وسیعی داده و با این وجود می توان آن ها از راه های گوناگونی به خوبی شناخت.
این حلقه ها را براساس نام فرنسیس سوربی مکالی (۱۹۱۶)، که قضیه عدم اختلاط را برای حلقه های چند جمله ای اثبات کرد، و ایروین کوهن (۱۹۴۶)، که قضیه عدم اختلاط را برای حلقه های سری توانی صوری اثبات نمود، به حلقه های کوهن-مکالی نامگذاری کردند. تمام حلقه های کوهن-مکالی دارای خاصیت عدم اختلاط اند.
برای حلقه های موضعی نوتری، زنجیره شمولی به صورت زیر موجود است:
حلقه‌های کتناری ⊃  حلقه‌های کوهن-مکالی ⊃ حلقه‌های گورنشتاین ⊃ حلقه‌ها اشتراک کامل ⊃ حلقه‌های موضعی منظم

## تعریف
برای یک حلقه موضعی نوتری جابجایی چون {\displaystyle R}، یک {\displaystyle R}-مدول متناهی (یعنی مدول متناهیاً تولید شده) چون {\displaystyle M\neq 0} را مدول کوهن-مکالی نامند اگر {\displaystyle \mathrm {depth} (M)=\mathrm {dim} (M)} (در حالت کلی داریم: {\displaystyle \mathrm {depth} (M)\leq \mathrm {dim} (M)}). از سوی دیگر، {\displaystyle R} یک مدول روی خودش است، بنابر این ما {\displaystyle R} را یک حلقه کوهن-مکالی نامیم اگر به عنوان یک {\displaystyle R}-مدول روی خودش، یک مدول کوهن-مکالی باشد. یک مدول کوهن-مکالی ماکسیمال، مدول کوهن-مکالی است به طوری که داشته باشیم {\displaystyle \mathrm {dim} (M)=\mathrm {dim} (R)}.
تعریف فوق برای یک حلقه موضعی نوتری بود. اما می خواهیم اکنون تعریف را برای حالت حلقه نوتری در حالتی کلی تر بسط دهیم: اگر {\displaystyle R} یک حلقه نوتری جابجایی باشد، آنگاه یک {\displaystyle R}-مدول {\displaystyle M} را مدول کوهن-مکالی نامند اگر {\displaystyle M_{\mathrm {m} }} برای تمام ایده‌آل های ماکسیمال {\displaystyle \mathrm {m} \in \mathrm {Supp} (M)} نیز مدول کوهن-مکالی باشد. (این تعریف موجب ایجاد یک دور منطقی می گردد (یعنی تعریفی که به بخشی از خودش وابسته است) مگر آن که ما مدول های صفر را به عنوان کوهن-مکالی تعریف کنیم. لذا این کار را کرده و مدول های صفر را کوهن-مکالی تعریف می کنیم) اکنون، برای تعریف مدول های کوهن-مکالی ماکسیمال برای این نوع از حلقه ها، {\displaystyle M_{\mathrm {m} }} باید برای هر ایده‌آل ماکسیمال {\displaystyle \mathrm {m} } از {\displaystyle R} چنین {\displaystyle M_{\mathrm {m} }}-مدولی باشد. همچون حالت موضعی، {\displaystyle R} یک حلقه کوهن-مکالی است اگر به عنوان {\displaystyle R}-مدول، روی خودش، یک مدول کوهن-مکالی باشد.

## مثال‌ها
حلقه های نوتری زیر کوهن-مکالی هستند:
- هر حلقه منظم موضعی. این دسته منجر به مثال های متعددی از حلقه های کوهن-مکالی می گردد، چون حلقه اعداد صحیح، یا حلقه چند جمله ای {\displaystyle K[x_{1},...,x_{n}]} روی یک میدان چون {\displaystyle K} یا یک حلقه سری توانی صوری چون {\displaystyle K[[x_{1},...,x_{n}]]}. به زبان هندسی، هر اسکیم منظم چون واریته هموار روی یک میدان کوهن-مکالی است.
- هر حلقه 0-بعدی (یا به طور معادل، هر حلقه آرتینی).
- هر حلقه کاهش یافته 1-بعدی، به عنوان مثال هر حوزه صحیح 1-بعدی.
- هر حلقه نرمال 2-بعدی.
- هر حلقه گورنشتاین. به‌خصوص، هر حلقه اشتراک کامل.
- حلقه ناورداهای {\displaystyle R^{G}}، هنگامی که {\displaystyle R} جبر کوهن-مکالی روی میدانی با مشخصه صفر و {\displaystyle G} هم یک گروه متناهی باشد (یا به طور کلی تر، یک گروه جبری خطی که مؤلفه همانی آن کاهشی باشد). این قضیه به قضیه ی هاکستر-رابرتس معروف است.
- هر حلقه دترمینانی. یعنی، فرض کنید {\displaystyle R} خارج قسمتی از حلقه موضعی منظم {\displaystyle S} بر روی ایده‌آل تولید شده توسط کهادهای {\displaystyle r\times r} از یک ماتریس {\displaystyle p\times q} از عناصر {\displaystyle S} باشد. اگر هم-بعد (یا ارتفاع) ایده‌آل {\displaystyle I} طبق انتظار برابر هم-بعد {\displaystyle (p-r+1)(q-r+1)} باشد، {\displaystyle R} را حلقه دترمینانی نامند. در این صورت، {\displaystyle R} حلقه کوهن-مکالی است[۲]. به طور مشابه، حلقه های مختصاتی واریته های دترمینانی نیز کوهن-مکالی اند.